# 京華商業高等学校
京華商業高等学校（けいかしょうぎょうこうとうがっこう）は、東京都文京区白山にある私立商業高等学校。

## 沿革
- 1901年 - 京華商業学校として創立
- 1941年 - 財団法人京華学園に改組
- 1948年 - 学制改革により京華学園高等学校（普通科、商業科）に改組
- 1951年 - 学校法人に改組
- 1952年 - 男女共学化
- 1953年 - 京華学園高等学校商業科が京華商業高等学校として独立

## 著名な出身者
- 三代目 鈴木三郎助（味の素元社長）
- 四代目 小川専助（東京鼈甲問屋組合長、日本橋女学館理事）
- 市川中車（歌舞伎俳優）
- 清水かつら（詩人）
- 片野一郎（会計学者、一橋大学名誉教授）
- 伊藤源之助（歌人）
- 西川辰美（漫画家）
- 大野良雄（資生堂元社長）
- 滝川潤（俳優）
- 三遊亭好楽（落語家）
- 鈴木誠（元プロ野球選手）
- 小澤 慎一朗（ピスタチオ・お笑い芸人）